# Ваља (Бистрица-Насауд)
Ваља (рум. Valea) насеље је у Румунији у округу Бистрица-Насауд у општини Урмениш. Oпштина се налази на надморској висини од 351 m.

## Становништво
Према подацима из 2002. године у насељу је живело 35 становника, од којих су сви румунске националности.